# Romão dos Santos
Romão António dos Santos (Bula, 24 de agosto de 1967-Bissau, 14 de março de 2024) foi um treinador e ex-futebolista guineense. Foi treinador da seleção feminina da Guiné Bissau e também adjunto do Baciro Candé na Seleção Nacional da Guiné-Bissau.

## Carreira como jogador
Estreou-se na equipa principal de Nuno Tristão Futebol Clube de Bula com apenas 15 anos. Aos 17 já era capitão daquela formação nortenha. Entre 1985 a 1988 foi considerado por três vezes o melhor jogador do campeonato nacional. Em 1987/1988 mudou-se para Sport Bissau e Benfica. De 1988-1992 jogou no Amarante Futebol Clube, onde jogou quatro temporadas .De 1992-1996 jogou no Lusitano de Évora.

## Carreira como técnico
Começou a treinar em 1997/98 nos juvenis em Portugal, depois foi selecionador da Guiné-Bissau para os torneios da CPLP e PALOP entre 1998-2003. Em 2004/2005 foi auxiliar de Pedro Dias no Benfica de Bissau. Em 2005/2006 treinou o Sporting. Em 2006/2007 e 2007/2008 comandou o Bula. Na época 2013/2014 treinou, por alguns meses, o Sporting. Santos foi adjunto do selecionador nacional português, Luís Norton de Matos, entre 2010 a 2012. E em 2014/2015 comandou as águias da capital, tendo feito a dobradinha por ter ganho a “Guines-Liga” e a Taça da Guiné. Regressou à seleção como adjunto de Baciro Candé.Assumiu o cargo do selecionador nacional da equipa femininada Guiné Bissau em 2020 , cargo este que ocupava até a data da sua morte em Março de 2024.